# 445917 Ola
445917 Ola este o planetă minoră (asteroid) din centura de asteroizi. A fost descoperită pe 5 decembrie 2012 la  de Michał Żołnowski⁠(d). 
Obiectul prezintă o orbită caracterizată de o semiaxă mare de 2,6013869363128 UAi, o excentricitate de 0,15, o înclinație de 15,3 ° în raport cu ecliptica.